# 343
Правління синів Костянтина Великого у Римській імперії. Імперія розділена на Східну Римську імперію, де править Констанцій II, і Західну Римську імперію, де править Констант. У Китаї правління династії Цзінь. В Індії починається період імперії Гуптів. В Японії триває період Ямато. У Персії править династія Сассанідів.
На території лісостепової України Черняхівська культура. У Північному Причорномор'ї готи й сармати.

## Події
- Імператор Констант у Британії, можливо веде війну проти піктів і скотів.
- Імператор Констанцій II вторгся в Адіабену.
- Папа Юлій I скликає Сардикійський собор, який надає йому повноваження бути суддею в питаннях про призначення єпископів, але ситуація щодо аріанства не змінилася, оскільки аріанські представники покинули собор.